# She's a Woman
Singles de The Beatles
A Hard Day's Night/Things We Said Today
(1964) Ticket to Ride/Yes It Is
(1965)
Pistes de Past Masters
I Feel Fine Bad Boy
She's a Woman est une chanson des Beatles, sortie en face B de I Feel Fine en 1964, composée par Paul mais créditée Lennon/McCartney. Elle est chantée par Paul McCartney. On retrouve aujourd'hui cette chanson sur la compilation Past Masters.

## Parution
Capitol Records, fidèle à leur habitude, place les deux faces de ce single sur le pressage américain Beatles '65. De plus, le label rajoute une grande quantité de réverbération en plus de transformer la version mono, qu'ils ont en leur possession, en version stéréo simulé (dit « duophonique »).
Cette chanson est enregistrée en spectacle à Los Angeles le 30 août 1965 et placée sur le disque The Beatles at the Hollywood Bowl publié en 1977 et remastérisé en 2016. Une autre version live, celle-ci enregistrée le 30 juin 1966 au Nippon Budokan de Tokyo, se retrouve sur Anthology 2.
Elle a été enregistrée deux fois dans les studios de la BBC. La prestation du 17 novembre 1964 pour l'émission Top Gear, diffusée le 26 (et rediffusée au Saturday Club (en) le 26 décembre suivant), a été publiée sur Live at the BBC.

### Publication en France
La chanson arrive en France en décembre 1964 sur la face B d'un 45 tours EP (« super 45 tours ») ; elle est accompagnée  de I'll Be Back. Sur la face A figurent I Feel Fine et Any Time at All.

## Reprises
Cette chanson fut reprise, entre autres, par :
- Chet Atkins sur l'album Chet Atkins Picks on the Beatles (1966)
- José Feliciano sur l'album 10 to 23 (1969)
- Jeff Beck sur l'album Blow by Blow (1975)
- Paul McCartney sur Unplugged (The Official Bootleg) (1991)

Johnny Hallyday l'a adapté en français avec des paroles de Georges Aber sous le titre On a ses jours sur l'album Halleluyah (1965).

## Personnel
- Paul McCartney : Chant, basse, piano
- John Lennon : Guitare rythmique
- George Harrison : Guitare solo doublée
- Ringo Starr : Batterie, chocalho